# Новиков, Виктор Абрамович
Виктор Абрамович Новиков (23 марта 1943, Пугачёв, Саратовская область — 28 января 2024, Санкт-Петербург) — советский и российский театральный деятель. Художественный руководитель Академического драматического театра им. В. Ф. Комиссаржевской (1991—2024). Заслуженный деятель искусств Российской Федерации (1999).

## Биография
Родился 23 марта 1943 года в городе Пугачёв Саратовской области. Отец — доктор философских наук Авраам (Абрам) Израилевич Новиков (1921—2001), уроженец Невеля, участник Великой Отечественной войны, заведующий кафедрой марксизма-ленинизма (позже кафедра философии) Ленинградского института культуры имени Н. К. Крупской, автор трудов по истории русской философии, заслуженный деятель науки Российской Федерации. Мать — Дебора (Вера) Львовна Энтин (1920—2000), преподавала историю в средней школе и в Ленинградском музыкальном училище имени М. П. Мусоргского. После войны семья вернулась в Ленинград.
Окончил театроведческий факультет Ленинградского государственного института театра, музыки и кинематографии.
В 1968 году начал работу в театре имени В. Ф. Комиссаржевской в качестве заведующего литературной частью.
С 1991 года — художественный руководитель театра.
Скончался 28 января 2024 года в Санкт-Петербурге на 81-м году жизни. Церемония прощания состоялась 1 февраля в театре им. Комиссаржевской. Похоронен на Преображенском еврейском кладбище.

## Награды и звания
- Заслуженный деятель искусств Российской Федерации (4 марта 1999 года) — за заслуги в области искусства[13].
- Благодарность Министра культуры Российской Федерации (27 марта 2003 года) — за многолетний плодотворный труд, за большой вклад в развитие отечественного театрального искусства и в связи с 60-летием[14].
- Почётный диплом Законодательного Собрания Санкт-Петербурга (3 декабря 2008 года) — за выдающийся личный вклад в развитие культуры и искусства в Санкт-Петербурге и в связи с 40-летием творческой деятельности[15].
- Благодарность Законодательного Собрания Санкт-Петербурга (2 ноября 2022 года) — за выдающиеся личные заслуги в развитии культуры и искусства в Санкт-Петербурге, многолетнюю плодотворную творческую деятельность, а также в связи с 80-летием со дня основания Санкт-Петербургского государственного бюджетного учреждения культуры «Академический драматический театр им. В. Ф. Комиссаржевской»[16].
- Лауреат художественной премии «Петрополь» (2017 год) — за многолетнюю преданность театру и творческое долголетие.